# Fox Lake (Montana)
Fox Lake – jednostka osadnicza w Stanach Zjednoczonych, w stanie Montana, w hrabstwie Richland.